# 1860 (numero)
Milleottocentosessanta (1860) è il numero naturale dopo il 1859 e prima del 1861.

## Proprietà matematiche
- È un numero pari.
- È un numero composto da 24 divisori: 1, 2, 3, 4, 5, 6, 10, 12, 15, 20, 30, 31, 60, 62, 93, 124, 155, 186, 310, 372, 465, 620, 930, 1860. Poiché la somma dei suoi divisori (escluso il numero stesso) è 3516 > 1860, è un numero abbondante.
- È un numero palindromo nel sistema posizionale a base 11 (1441).
- È un numero di Harshad nel sistema numerico decimale, cioè è divisibile per la somma delle sue cifre.
- È un numero intoccabile.
- È un numero congruente.
- È un numero pratico.
- È un numero semiperfetto in quanto pari alla somma di alcuni (o tutti) i suoi divisori.
- È un numero odioso.
- È parte delle terne pitagoriche (61, 1860, 1861), (341, 1860, 1891), (775, 1860, 2015), (992, 1860, 2108), (1116, 1488, 1860), (1395, 1860, 2325), (1472, 1860, 2372), (1860, 1953, 2697), (1860, 2480, 3100), (1860, 2583, 3183), (1860, 2821, 3379), (1860, 3619, 4069), (1860, 4464, 4836), (1860, 4625, 4985), (1860, 5425, 5735), (1860, 5616, 5916), (1860, 6851, 7099), (1860, 8549, 8749), (1860, 9207, 9393), (1860, 9520, 9700), (1860, 11457, 11607), (1860, 13888, 14012), (1860, 14355, 14475), (1860, 17248, 17348), (1860, 19175, 19265), (1860, 23989, 24061), (1860, 27869, 27931), (1860, 28800, 28860), (1860, 34571, 34621), (1860, 43225, 43265), (1860, 48032, 48068), (1860, 57645, 57675), (1860, 72063, 72087), (1860, 86480, 86500), (1860, 96091, 96109), (1860, 144144, 144156), (1860, 172975, 172985), (1860, 216221, 216229), (1860, 288297, 288303), (1860, 432448, 432452), (1860, 864899, 864901).

## Astronomia
- 1860 Barbarossa è un asteroide della fascia principale del sistema solare.

## Astronautica
- Cosmos 1860 è un satellite artificiale russo.

## Cinema
- 1860 I Mille di Garibaldi è un film del 1934, diretto da Alessandro Blasetti.